# Breaux Greer

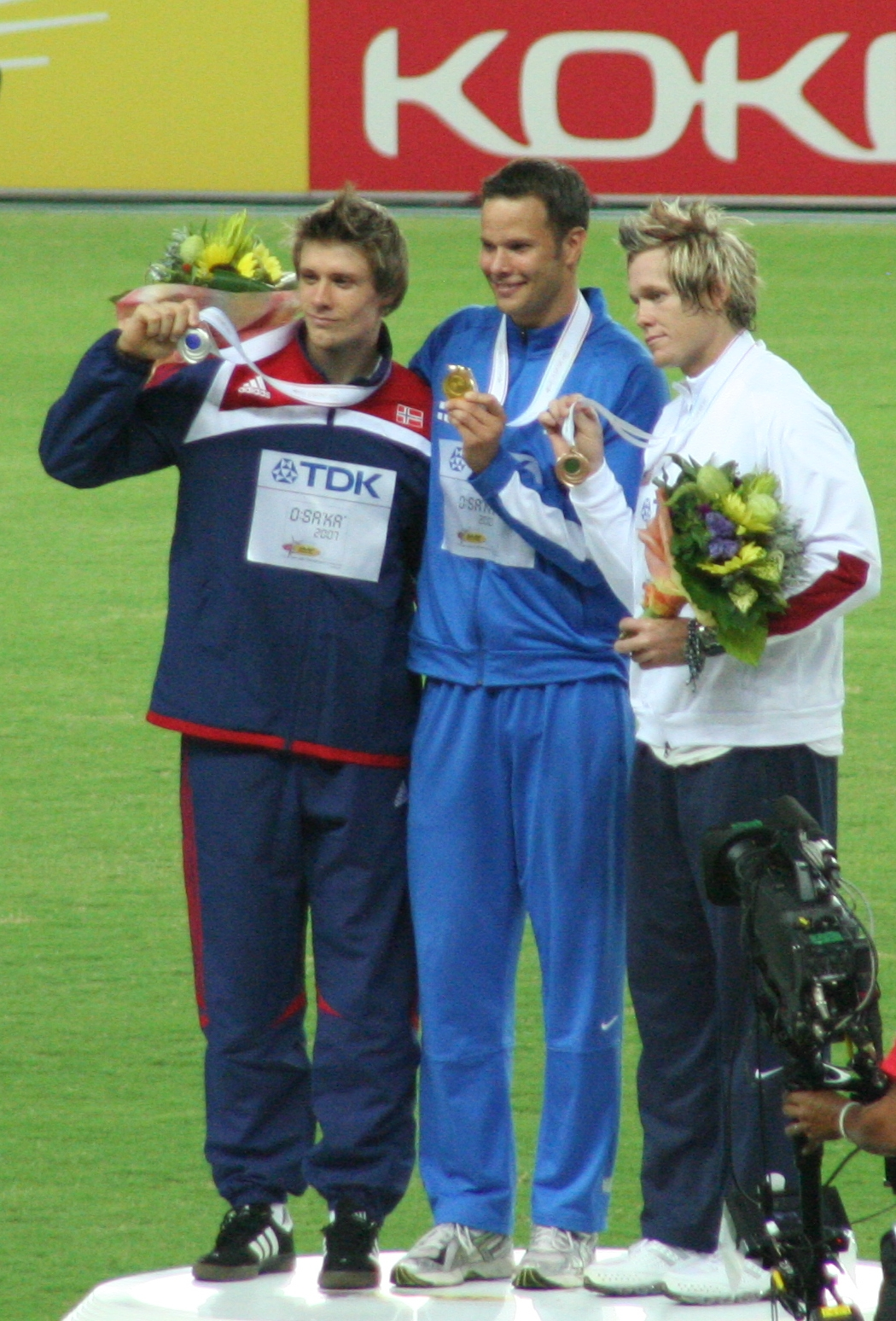
Breaux Greer (rechts) bei den Weltmeisterschaften 2007

Edward Breaux Greer (* 19. Oktober 1976 in Houston, Texas) ist ein ehemaliger US-amerikanischer Speerwerfer. 2007 wurde Greer Dritter bei den Weltmeisterschaften in Osaka.
Greer wurde achtmal US-amerikanischer Meister im Speerwurf und hielt bis am 13. Mai 2022 den Landesrekord über 91,29 Meter, den er bei den US-amerikanischen Leichtathletikmeisterschaften 2007 in Indianapolis aufgestellt hatte.
Bereits 1996 nahm Greer an der Qualifikation zu den Olympischen Spielen teil. Er konnte jedoch nicht die notwendige Weite erreichen. Vier Jahre später startete Greer bei den Olympischen Spielen in Sydney. Greer wurde mit 79,91 Meter Zwölfter. Bei den Weltmeisterschaften 2001 erreichte Greer Rang acht, 2003 den siebten Platz. Bei den Olympischen Spielen in Athen 2004 wurde Breaux Greer mit einem Wurf über 74,36 Meter erneut Zwölfter.
Greer misst 1,88 m bei einem Gewicht von 105 kg. Er wurde von dem Finnen Kari Ihalainen trainiert.